# さいたま地方検察庁
さいたま地方検察庁（さいたまちほうけんさつちょう）は、埼玉県さいたま市にある日本の地方検察庁の一つで、埼玉県を管轄している。略称は、さいたま地検（さいたまちけん）。越谷・川越・熊谷・秩父に支部を置いている。ただし、秩父支部は熊谷支部内で業務を行っている。
本庁内に常設されている特別刑事部は、全国の主要検察庁（特別捜査部がある東京・大阪・名古屋の各地検を除く）に置かれ、特捜部と同様に独自捜査を行っており、大宮分室に所在している。
名称はかつて浦和地方検察庁（浦和地検）であったが、浦和市の市町村合併による「さいたま市」発足に伴い2001年（平成13年）に改称され、その結果、地検の名称としては唯一の平仮名表記となった。

## 管轄
本庁
- さいたま区検察庁
  - 管轄：さいたま市（中央区・桜区・浦和区・南区・緑区）、蕨市、戸田市、朝霞市、志木市、和光市、新座市
- 川口区検察庁
  - 所在地：埼玉県川口市中青木2丁目19-5 川口法務合同庁舎
  - 管轄：川口市
- 大宮区検察庁
  - 所在地：埼玉県さいたま市大宮区高鼻町3丁目144
  - 管轄：さいたま市（西区、北区、大宮区、見沼区、岩槻区）、鴻巣市、上尾市、桶川市、北本市、蓮田市、北足立郡伊奈町
- 久喜区検察庁
  - 所在地：埼玉県さいたま市浦和区高砂3丁目16-58 さいたま法務総合庁舎
  - 管轄：久喜市、加須市、幸手市、白岡市、南埼玉郡宮代町

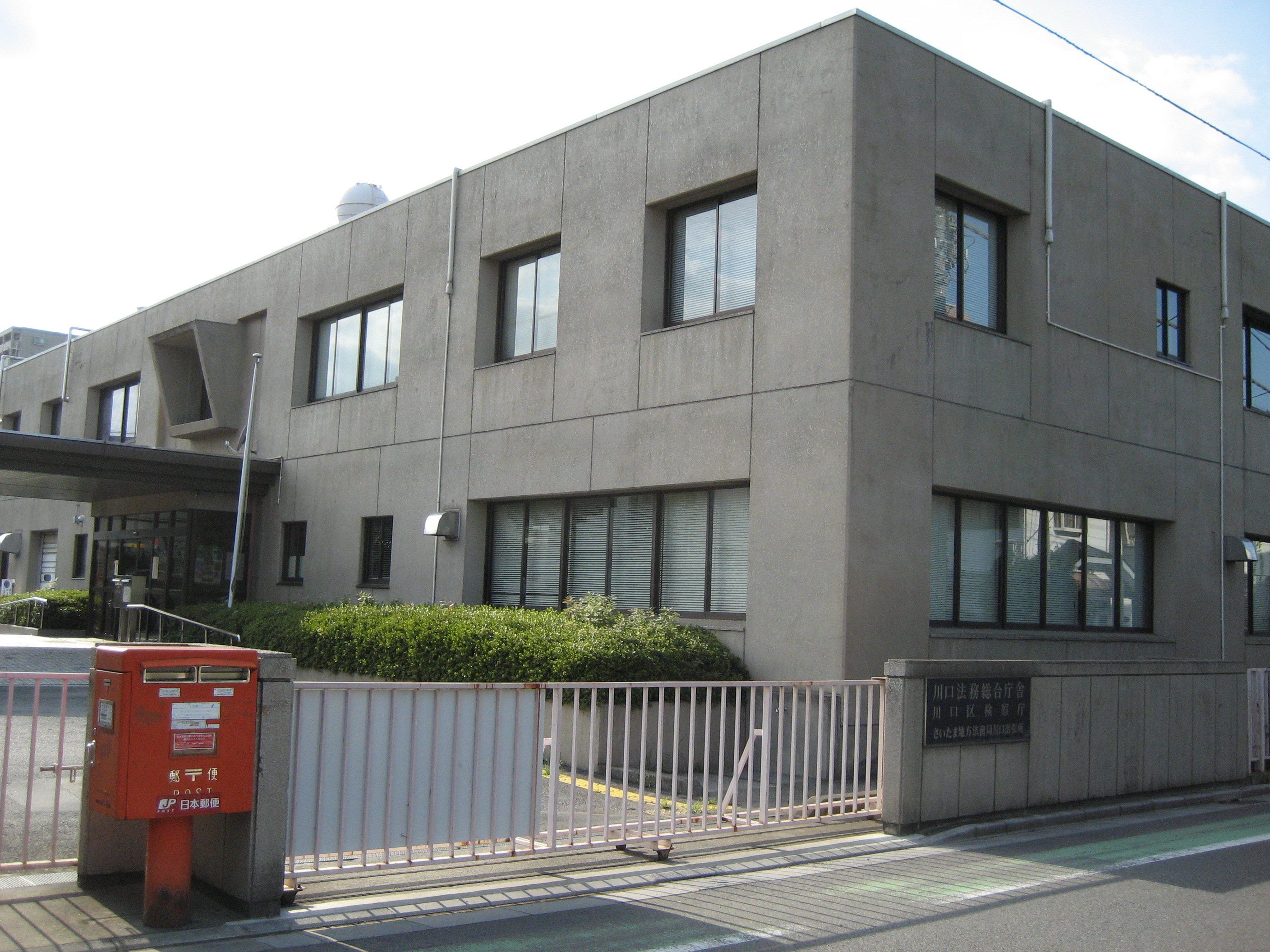
川口区検察庁
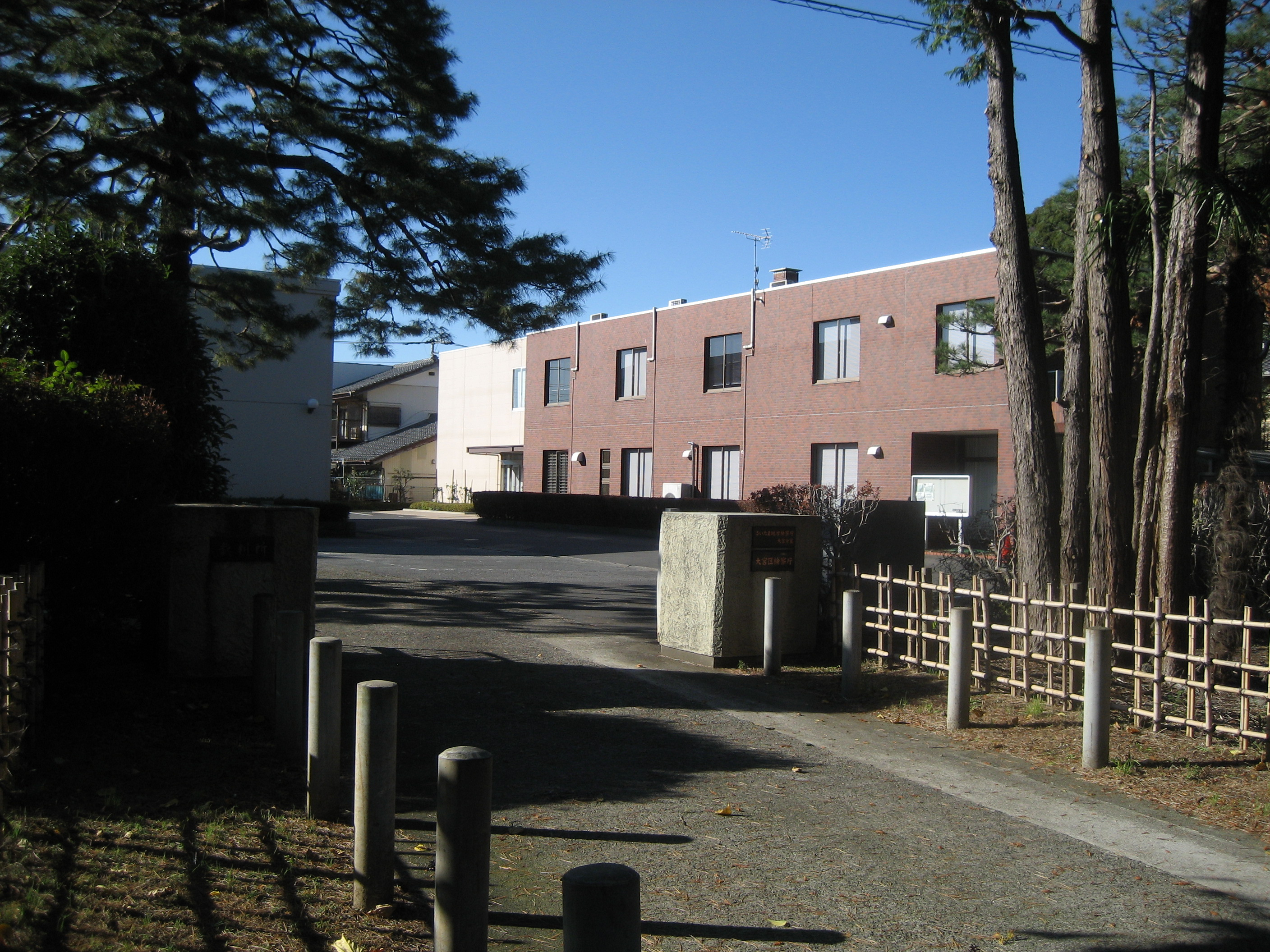
大宮区検察庁
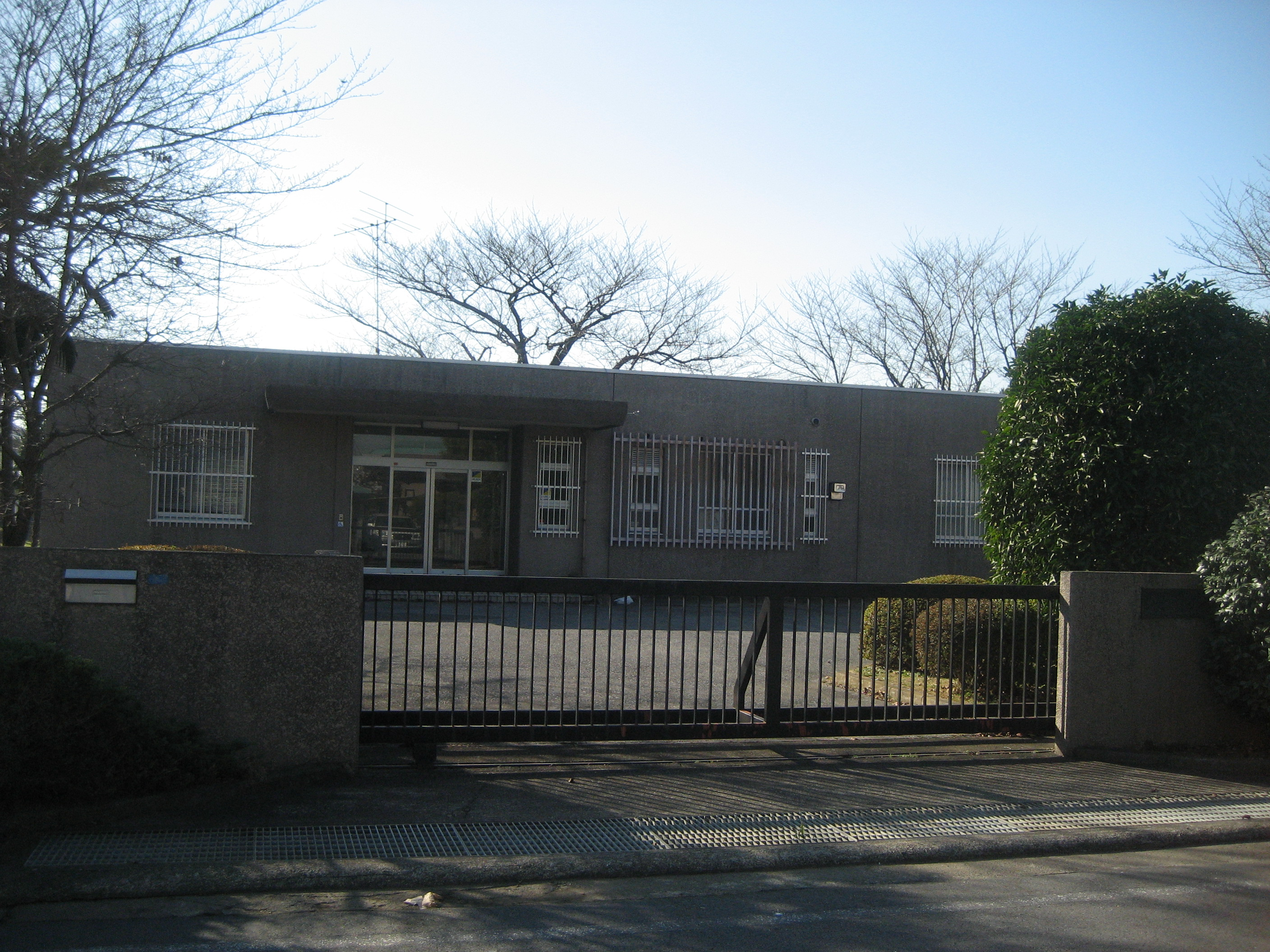
久喜区検察庁（旧庁舎）

越谷支部
- 越谷区検察庁
  - 所在地：埼玉県越谷市東越谷9丁目34-1 越谷法務合同庁舎
  - 管轄：越谷市、春日部市、草加市、八潮市、三郷市、吉川市、北葛飾郡（杉戸町、松伏町）

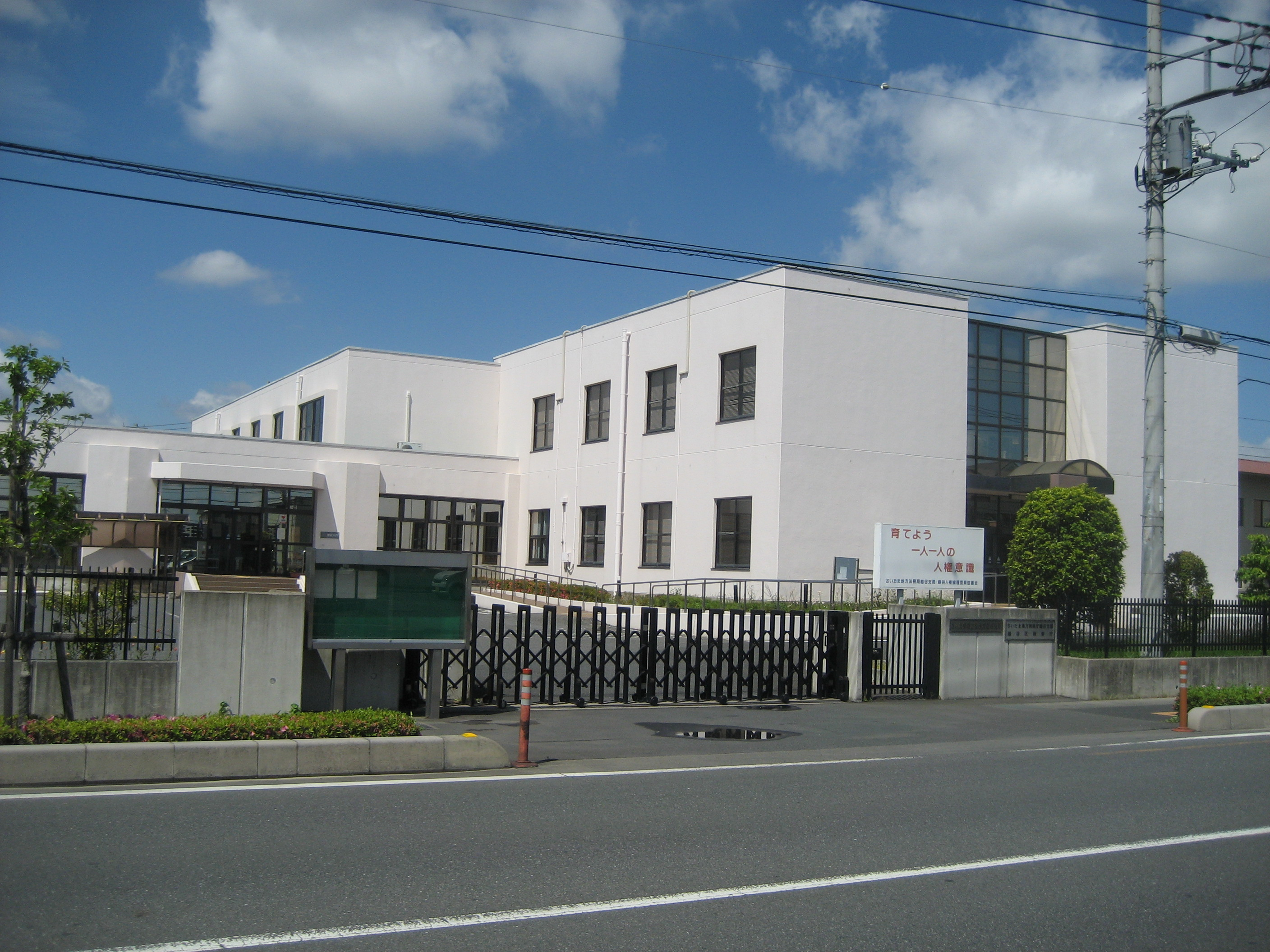
越谷支部・越谷区検察庁

川越支部
- 川越区検察庁
  - 所在地：埼玉県川越市宮下町2丁目1-3
  - 管轄：川越市、富士見市、坂戸市、鶴ヶ島市、ふじみ野市、入間郡三芳町、比企郡川島町
- 所沢区検察庁
  - 所在地：埼玉県所沢市並木6丁目1-3 所沢地方合同庁舎
  - 管轄：所沢市、狭山市、入間市
- 飯能区検察庁
  - 所在地：埼玉県川越市宮下町2丁目1-3
  - 管轄：飯能市、日高市、入間郡（越生町、毛呂山町、鳩山町）

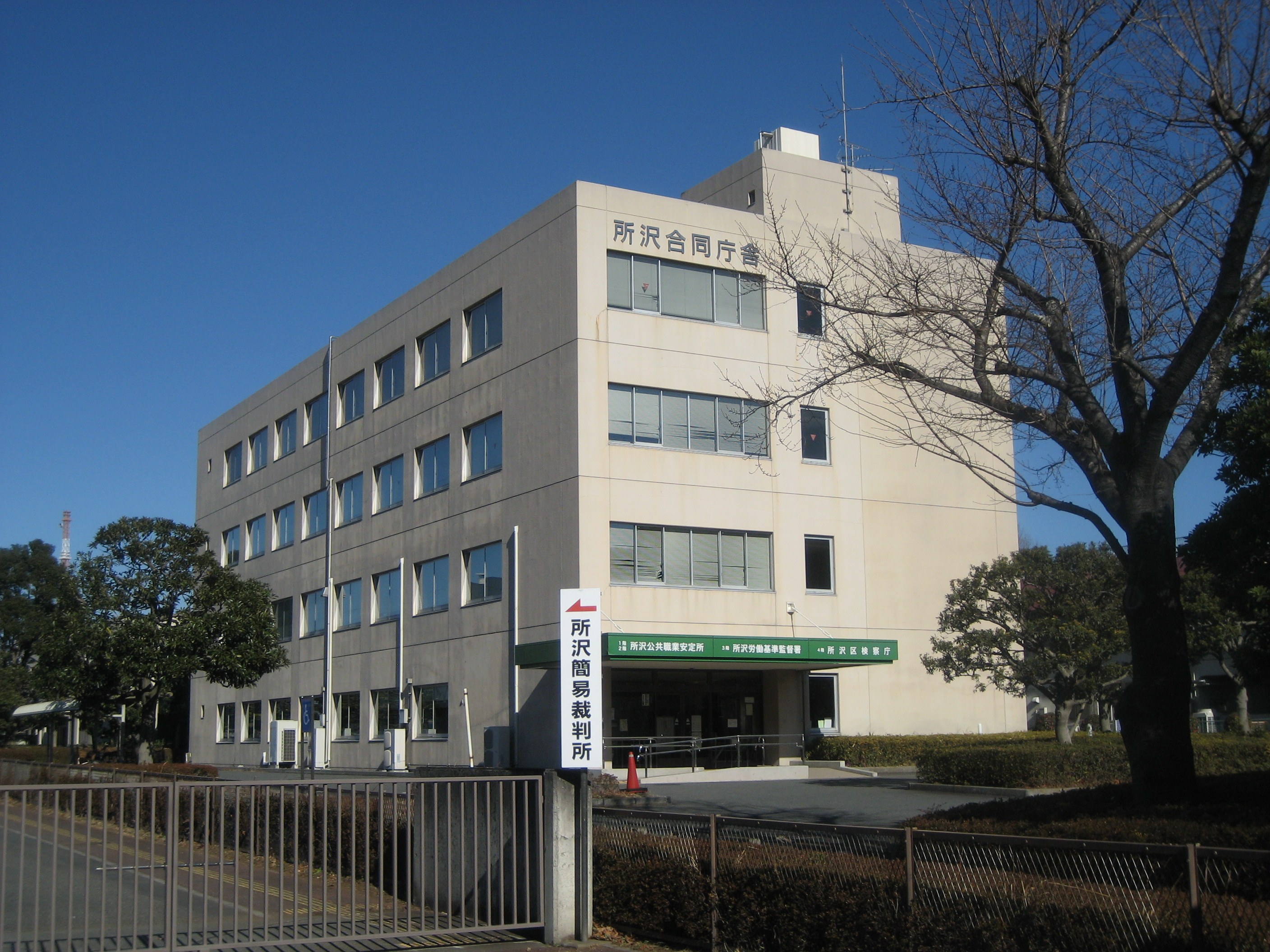
所沢区検察庁が置かれている所沢合同庁舎

熊谷支部
- 熊谷区検察庁
  - 所在地：埼玉県熊谷市宮町1丁目62
  - 管轄：熊谷市、行田市、東松山市、羽生市、深谷市（旧大里郡川本町、旧大里郡花園町）、比企郡（滑川町、嵐山町、小川町、吉見町、ときがわ町）、秩父郡東秩父村、大里郡寄居町
- 本庄区検察庁
  - 所在地：埼玉県熊谷市宮町1丁目62
  - 管轄：本庄市、深谷市（旧深谷市、旧大里郡岡部町）、児玉郡（美里町、神川町、上里町）

秩父支部
- 秩父区検察庁
  - 所在地：埼玉県熊谷市宮町1丁目62
  - 管轄：秩父市、秩父郡（横瀬町、皆野町、長瀞町、小鹿野町）

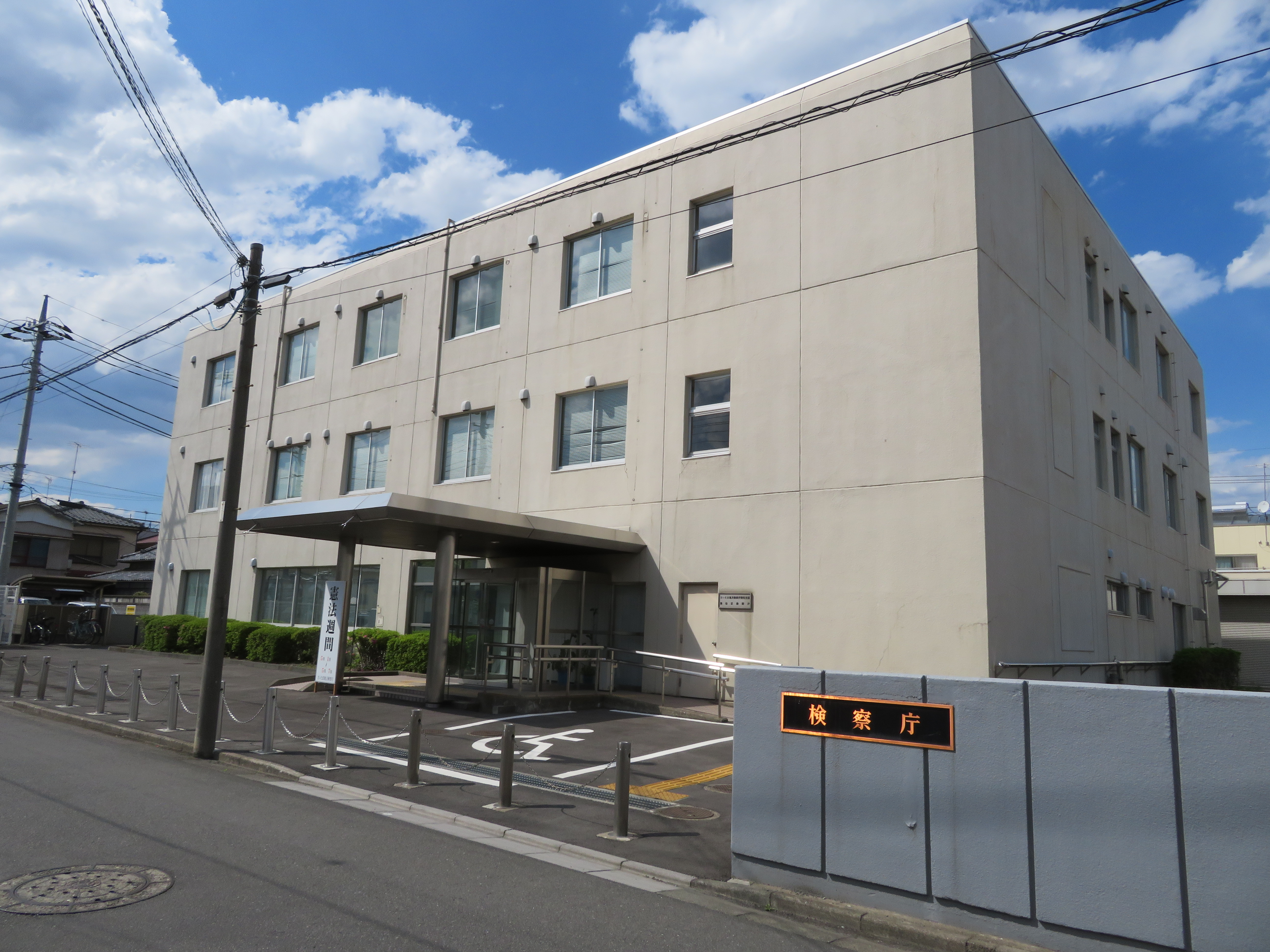
熊谷支部・秩父支部・熊谷区検察庁・本庄区検察庁・秩父区検察庁

## 所在地
- 本庁 - さいたま市浦和区高砂3丁目16-58 さいたま法務総合庁舎　北緯35度51分20.3秒 東経139度38分58.5秒 / 北緯35.855639度 東経139.649583度
JR京浜東北線他各線「浦和駅」（西口）から徒歩10分
JR埼京線「中浦和駅」（東口）から徒歩15分
- 越谷支部 - 越谷市東越谷9丁目34-1 越谷法務合同庁舎　北緯35度53分46.5秒 東経139度48分27.1秒 / 北緯35.896250度 東経139.807528度
JR武蔵野線「南越谷駅」（北口）または東武伊勢崎線「新越谷駅」（東口）から朝日バス「花田」行き・「越谷市立図書館前」行きに乗車，「法務局前」バス停から徒歩1分
東武伊勢崎線「越谷駅」（東口）から朝日バス「越谷市立病院前」行きに乗車，「越谷市立病院前」バス停から徒歩3分
- 川越支部 - 川越市宮下町2丁目1-3　北緯35度55分40.4秒 東経139度29分8秒 / 北緯35.927889度 東経139.48556度
JR川越線・東武東上線「川越駅」（東口）から東武バス「神明町車庫」行き・「城西高校」行きに乗車，「喜多町」バス停から徒歩3分
西武新宿線「本川越駅」から東武バス「神明町車庫」行き・「城西高校」行きに乗車，「喜多町」バス停から徒歩3分
- 熊谷支部・秩父支部 - 熊谷市宮町1丁目62　北緯36度8分50.6秒 東経139度23分3.7秒 / 北緯36.147389度 東経139.384361度
JR高崎線・秩父鉄道「熊谷駅」（北口）から徒歩17分
熊谷駅から朝日バス「妻沼」行き・「太田駅」行き・「西小泉駅」行き・「妻沼聖天前」行きまたは国際バス「東松山駅」行き・「深谷駅」行き・「小川町駅」行き等に乗車，「熊谷（ゆうこく）寺」バス停から徒歩5分
秩父鉄道 上熊谷駅から徒歩10分

## 統計
- 2022年検察統計[1]
  - 一般事件受理件数　総数 34,200件（旧受 1258件、検察官認知・直受 88件、司法警察員から 29,692件、他の検察庁から 3,076件、家庭裁判所から 46件、再起 40件）
  - 一般事件処分件数　総数 32,913件（公判請求 2,771件、略式命令請求 3,620件、不起訴 22,162件、中止 11件、他の検察庁に送致 2,835件、家庭裁判所に送致 1,514件、未済 1,314件）
- 2022年（交通事故関係含む）[2]
  - 交通事故事件受理件数16,162、交通違反事件受理件数18,767件
  - 処分件数　合計51,671件（起訴12,285件、不起訴30,548件、家裁送致1,876件、その他6,962件）
  - 凶悪事件の受理件数　殺人63件、強盗131件、放火46件、強制わいせつ強制性交等405件

## 不祥事
さいたま地検の検察事務官の50代男性が児童買春・ポルノ禁止法違反（所持）の疑いで書類送検された事件で、同地検は2023年10月6日、同日付で男性事務官を停職6月の懲戒処分にしたと発表した。男性事務官は同日付で依願退職した。
　同地検によると、男性事務官は同年8月6日、埼玉県朝霞市内の公園で自己の陰部を露出したとして公然わいせつの疑いで県警に逮捕後に釈放された。その後の捜査で2018年ごろ、職場内で児童買春・ポルノ禁止法違反に関する三つの事件記録の一部を自身のスマートフォンで複数回撮影し保存していたことが判明。8月10日に職場内で、18年ごろに撮影した事件記録を含む動画データ6点が記録されたスマートフォンと静止画データ2点を記録したタブレット端末を所持するなどしていた。
　一部事案について、さいたま区検は6日、公然わいせつと児童買春・ポルノ禁止法違反の罪で男性事務官をさいたま簡裁に略式起訴。同簡裁は同日付で罰金70万円の略式命令を出し、即日納付された。
　同地検の加藤匡倫次席検事は「個人的な目的で厳重な扱いが求められる事件記録の撮影は、検察に対する国民の信頼を大きく損なうもので極めて遺憾。国民の皆さまに深くおわびする」などとコメントした。